# کالکان‌کایا (پوسوف)
کالکان‌کایا (به ترکی استانبولی: Kalkankaya) یک منطقهٔ مسکونی در ترکیه است که در پوسوف واقع شده‌است.